# Kotajk Abovjan
Esteghlal Kotajk Abovjan (Armeens: Ֆուտբոլային Ակումբ Կոտայք Աբովյան, Russisch: Котайк Абовян) was een Armeense voetbalclub uit de stad Abovjan.
De club werd in 1955 opgericht en was medeoprichter van de hoogste klasse in 1992 nadat Armenië onafhankelijk werd van de Sovjet-Unie. In het eerste seizoen werd de zesde plaats bereikt. De volgende seizoenen eindigde Kotaik telkens in de middenmoot? In 1995 en 1996 verloor de club de bekerfinale en mocht een seizoen Europees voetbal spelen.
Voor seizoen 1998 moest de club zich gedwongen terugtrekken uit de hoogste klasse omdat het inschrijvingsgeld niet betaald kon worden. In seizoen 2001 keerde de club terug naar de hoogste klasse en vocht elk jaar tegen de degradatie. Voor het seizoen 2005 nam de club de naam Esteghlal-Kotaik Abovian aan. In de competitie werd de vierde plaats bereikt, de beste ooit. Het werd meteen de zwanenzang voor de club, die voor de start van seizoen 2006 opgeheven werd door een financiële crisis.

## Erelijst
- Beker van Armenië
  - Finalist: 1995, 1996

## Kotajk Abovjan in Europa
- Q = voorronde, R = ronde
- PUC = punten UEFA coëfficiënten

Uitslagen vanuit gezichtspunt Kotajk
| Seizoen | Competitie    | Ronde | Land              | Club        | Totaalscore | 1e W    | 2e W    | PUC |
| ------- | ------------- | ----- | ----------------- | ----------- | ----------- | ------- | ------- | --- |
| 1996/97 | Europacup II  | Q     | Vlag van Cyprus   | AEK Larnaca | 1-5         | 1-0 (T) | 0-5 (U) | 2.0 |
| 2003    | Intertoto Cup | 1R    | Vlag van Tsjechië | 1.FC Brno   | 3-3         | 0-1 (U) | 3-2 (T) | 0.0 |

Totaal aantal punten voor UEFA coëfficiënten: 2.0